# Yekaterina Svanidze
Yekaterina Semiónovna Svanidze (en georgiano: ქეთევან სვანიძე; en ruso: Екатерина Семёновна Сванидзе  - Keteván Svanidze), también conocida por su diminutivo Kató (2 de abril de 1880 Racha, Georgia - 5 de diciembre de 1907 Bakú, Azerbaiyán ) Fue la primera esposa de Iósif Stalin.

## Familia
Tenía dos hermanas: Sashikó y Morikó, y un hermano Aleksandr Svanidze. Aleksandr estudió en Alemania y hablaba alemán y francés, se cree que venía de una familia socialmente acomodada.

## Matrimonio e hijos
Fue la primera esposa de Iósif Stalin, amigo de su hermano. Se casaron el 15 de abril de 1903 y tuvieron un hijo, llamado Yákov Dzhugashvili, el 18 de marzo de 1907. De este matrimonio no se sabe mucho. Vivió un tiempo bajo el falso apellido de "Galiashvili", para más adelante asumir el de Dzhugashvili.
Trabajó como costurera para las damas del Ejército Ruso, y junto con sus hermanas Aleksandra (Sashikó) y María (Marikó) dirigieron un taller de costura en Tiflis, el "Atelier Hervieu".

## Muerte
Ekaterina falleció el 5 de diciembre de 1907, tan solo cuatro años después de casarse con Stalin, Falleció de tifus y de colitis ulcerosa, contagiada durante el verano que pasó en Bakú.
Stalin afirmó con posterioridad que, aparte de su madre, fue la única persona a quien realmente quiso. Después del funeral georgiano-ortodoxo dijo a un viejo camarada que había muerto todo sentimiento humano en él: ... Esta criatura podía suavizar mi corazón de piedra. Ahora está muerta, y con ella mis últimos sentimientos calurosos para los humanos. Señalando a su pecho, Stalin añadió: ¡Aquí dentro, está vacío, inexpresivamente vacío!